# 8782 Bakhrakh
8782 Bakhrakh este un asteroid din centura principală de asteroizi.

## Descriere
8782 Bakhrakh este un asteroid din centura principală de asteroizi. A fost descoperit pe 26 octombrie 1976 la Observatorul de Astrofizică din Crimeea de Tamara Smirnova. El prezintă o orbită caracterizată de o semiaxă mare de 2,44 ua, o excentricitate de 0,20 și o înclinație de 2,2° în raport cu ecliptica.